# Das kalte Licht
Das kalte Licht ist ein Theaterstück Carl Zuckmayers aus dem Jahr 1955 über Atomspionage. Die Handlung lehnt sich in einigen Daten und Fakten an den Fall des Atomforschers Klaus Fuchs an, der wichtige Forschungsergebnisse an die Sowjetunion weitergab.
Die Erstaufführung war am 3. September 1955 am Deutschen Schauspielhaus in Hamburg (Regie: Gustaf Gründgens).

## Inhalt
Die Handlung spielt von 1939 bis 1950 in Großbritannien, den USA und auf einem britischen Transportschiff im Atlantik. Das Theaterstück ist in drei Akte und vierzehn Szenen gegliedert.

### Erster Akt
Die erste Szene spielt im Londoner Green Park im September 1939: Der junge Mathematiker Kristof Wolters, der als Kommunist aus Deutschland emigrieren musste, wird von Buschmann, einen ehemaligen Genossen aus der KPD, angesprochen. Buschmann versucht Wolters, dem als Ausländer ein Stipendium gewährt worden ist, als Informanten für die Sowjetunion zu gewinnen. Zu Beginn der zweiten Szene, Ende Mai 1940, befinden sich Wolters und Buschmann nach Kriegsausbruch als „Deportationshäftlinge“, also feindliche Ausländer, auf einem britischen Transportschiff auf den Weg in ein kanadisches Lager. Sie teilen die Kabine mit Friedländer, einem älteren schwerkranken Juden, der kaum Chancen hat, die Fahrt zu überleben. Die Maschinen werden nachts abgestellt, um kein Ziel für U-Boote abzugeben. Wolters ändert seine Meinung und lässt sich von Buschmann anwerben. Die Szene endet mit einem Alarm und der Aufforderung die Schwimmwesten anzulegen.
Die dritte Szene beginnt im Londoner Grosvenor House im Spätsommer 1941. Wolters ist nach einem fünfzehnmonatigen Lageraufenthalt wieder zurück und beginnt seine Tätigkeit in einem geheimen Labor für Atomforschung. Sein Vorgesetzter dort ist der siebzigjährige Sir Elwin Ketterick. Hier trifft Wolters die junge Physikerin Hjördis Lundburg aus Norwegen wieder, in die er in seiner ersten Zeit in London verliebt gewesen war, und die jetzt die Ehefrau Kettericks ist. Ihrer Fürsprache verdankt Wolters seine Berufung nach London. Vierte Szene im Green Park, Mai 1943: Wolters, der mittlerweile britischer Staatsbürger ist, trifft sich mit seinem Kontaktmann Buschmann und übergibt diesen Kopien seiner Forschungen und Berechnungen. Beide stehen kurz vor der Abreise: Buschmann in die Sowjetunion, wo er in einem Pionierbataillon für Propaganda zuständig sein soll, Wolters in die USA zu einer Atomforschungsstätte.

### Zweiter Akt
Die fünfte Szene spielt im Hochsommer 1943 im Central Park West, New York City: Wolters wartet auf seinen neuen Kontaktmann Jurew. Noch bevor dieser erscheint, wird er allerdings von einem Einheimischen angesprochen, der sich selbst als Bum (Penner) bezeichnet und sich unbedingt mit ihm anfreunden möchte. Nachdem Jurew gekommen ist und bereits zum zweiten Mal die vereinbarten geheimen Zeichen gegeben hat, verliert Wolters die Nerven und stürzt davon.
Die sechste Szene im Frühsommer 1945 beginnt in einem Neubau in Las Mesas, einer Atomstadt in New Mexico. Wolters ist Teil der britischen Kommission, deren Aufgabe es ist, die Ergebnisse des Manhattan-Districts, wo zum Bau der Atombombe geforscht wird, zu überprüfen und anschließend experimentell zu erhärten. Wolters trifft dort unter anderem Hjördis wieder. Leiter der Abteilung ist Nikolas Löwenschild, ein Mann in den Sechzigern. Er informiert Wolters darüber, dass die Bombe wohl bald gebaut wird, es gehe nur noch um kleinere technische Details. Wolters gibt seiner Hoffnung Ausdruck, dass sie nach der Niederlage Deutschlands nicht mehr eingesetzt werde. Löwenschild nimmt an, dass Wolters ein schlechtes Gewissen habe, an der Entwicklung der Atombombe mitgewirkt zu haben und will ihn beruhigen, bewirkt aber das Gegenteil: „Was man nach dem Gesetz seines Herzens tut, steht außer Schuld. Nur wer Vertrauen bricht, ist verworfen.“ Die siebte Szene beginnt mit einem Tennisspiel in Las Mesas am Abend des 6. August 1945. Für den späteren Abend ist eine Party angesagt. Löwenschild bittet Wolters einige Flaschen Whisky zu besorgen und in die „Atomstadt“, wo Alkoholverbot gilt, einzuschmuggeln. Dies kommt Wolters gelegen, da er am selben Abend um halb acht Uhr in Santa Fé ein Treffen mit seinem Kontaktmann Jurew hat. Zuvor kommt er Hjördis näher, die mit Ketterick unglücklich ist. Dies endet damit, dass ihr eine Notiz in die Hände fällt, in der Wolters unvorsichtigerweise Datum und Treffpunkt in Santa Fé notiert hat. Wolters gibt zu ein Treffen zu haben, kann aber natürlich nicht sagen, mit wem. Hjördis weiß nun, dass die Whisky-Besorgung ein Vorwand ist und zieht sich zurück. Bald darauf hat sie eine Aussprache mit Ketterick, bei der sie erklärt bei ihm bleiben zu wollen. Die Liaison mit Wolters und die verdächtige Notiz verschweigt sie.
Achte Szene, siebter August frühmorgens: Wolters kommt wesentlich später zurück, als er für seine Besorgung gebraucht hätte und begründet dies mit einer Autopanne. Als ein Flugzeug zu hören ist, wird dieses von einem Testpiloten namens Roy als ein B-29 Langstreckenbomber identifiziert. Davon angeregt kommt es zwischen Ketterick und Löwenschild zu einem verbalen Schlagabtausch über die Atombombe: Während Löwenschild Skrupel empfindet, würde Ketterick sie am liebsten sofort über Tokio und Moskau abwerfen. Nachdem Hjördis und Ketterick die Party verlassen haben, äußert Angus Fillebrown, Ketterings Assistent, der starke Sympathien für die Sowjetunion hegt, etwas betrunken, die Frage, ob die technischen Urheber der Bombe nicht zumindest verpflichtet sein könnten, dem Militär entgegenzuwirken oder womöglich sogar die Sowjetunion über diese Pläne zu informieren. Einen solchen Vertrauensbruch bezeichnet allerdings auch Löwenschild nicht nur als unentschuldbar, sondern sogar als „verrucht“. Fillebrown fragt daraufhin, wie man in dieser zerrissenen Welt überhaupt noch jemandem vertrauen könne. Ein Assistent Löwenschilds, der Schwarze Frederik Schiller Lee (ein sprechender Name aus Friedrich Schiller und dem Südstaatengeneral Robert Edward Lee), hält ein Plädoyer für Vielfalt und ein Nebeneinander auch unvereinbarer Gegensätze. Löwenschild schließt damit, dass die Anständigkeit eines Menschen, oder ‚die Treue‘, wie es Schiller nannte, etwas sei, woran man glauben könne. Anschließend wird getanzt und gesungen. Nachdem fast alle Personen in einer Art Polonaise das Zimmer verlassen haben, wird das Radioprogramm unterbrochen und ein Sprecher verliest die Nachricht vom Atombombenabwurf auf Hiroshima.
In der neunten Szene im Herbst 1945 trifft Wolters im Londoner Green Park wieder seinen Kontaktmann Jurew. Dieser ist unzufrieden, da Wolters zu den letzten drei Treffen nicht erschienen ist. Wolters ist der Ansicht, nichts Wesentliches mehr mitteilen zu können und will die Treffen beenden. Von Jurew erfährt er schließlich, dass sein erster Kontaktmann Buschmann als Verräter verurteilt wurde.

### Dritter Akt
Die zehnte Szene im Dezember 1949 im Verwaltungsgebäude einer staatlichen Versuchs- und Forschungsstation: Der Geheimdienstbeamte Thomas Northon informiert Sir Elwin Ketterick über den Spionageverdacht gegen Kristof Wolters. Es gebe zwar Indizien, aber leider nichts Gerichtstaugliches wie Zeugenaussagen oder Beweisstücke. Momentan bestünde die einzige Möglichkeit in einem freiwilligen Geständnis. Der noch nichtsahnende Wolters wird herbeigerufen und Northon beginnt mit der Befragung. Zu Beginn der elften Szene an einem Januarabend 1950 betreten Wolters und Northon ein Landgasthaus, etwa eine Autostunde von London entfernt. Ein vermeintlicher Anschlag auf den Wagen, kurz zuvor, entpuppt sich als Bubendummheit: Der Sohn des Wirts hatte auf Katzen geschossen. Northon versucht immer noch Wolters zu einem Geständnis zu bewegen. Am Schluss verlässt Wolters das Gasthaus und fährt überstürzt alleine davon.
Zwölfte Szene: Am nächsten Tag frühmorgens, telefoniert Ketterick mit Northon und meldet verdächtige Aktivitäten: Wolters habe in seinem Büro stundenlang Unterlagen geordnet, so, als solle alles einem Nachfolger übergeben werden. Ein Fluchtversuch sei denkbar. Northon antwortet, dass Wolters auf dem Weg zu ihm sei. Nachher konfrontiert Ketterick seine Frau mit der Affaire, die diese mit Wolters hatte. Im Zuge eines heftigen Wortwechsels fällt ihm die alte Notiz mit dem Treffpunkt in Santa-Fé in die Hände. Hjördis hatte sie ständig bei sich getragen, aber nie richtig deuten können. Zusammen mit den anderen Indizien bedeutet dies für Ketterick einen Beweis, dass sich Wolters tatsächlich mit einem sowjetischen Geheimdienstmitarbeiter getroffen hatte. Er informiert Northon und macht sich, noch in der Dunkelheit, auf den Weg zu ihm.
In der dreizehnten Szene, etwa zeitgleich, trifft Wolters bei Northon ein und eröffnet diesen, seine Arbeit für das Institut beenden zu wollen, da er als Verdächtiger eine Belastung geworden sei. Nach einer kürzeren Diskussion teilt Northon ihn mit, dass Ketterick mit einem Beweis auf den Weg hierher sei: der Notiz über das Treffen in Santa Fé. Wolters denkt, dass ihn Hjördis verraten habe und ist verzweifelt. Kurz darauf trifft die Nachricht ein, dass Ketterick tödlich verunglückt ist. Northon erklärt, dass Kettericks Frau nicht wusste, was es mit der Notiz auf sich hatte. Obwohl der Beweis nun vernichtet ist, entschließt sich Wolters zu einem Geständnis. In der vierzehnten und damit letzten Szene an einem Januarnachmittag, trifft Northon im Green Park Hjördis und informiert sie über das Wesentliche. Er überbringt ihr überdies Wolters Beteuerung, dass er ihr, ihre Beziehung betreffend, stets die Wahrheit gesagt habe. Hjördis akzeptiert dies und bittet Northon Wolters zu sagen, dass sie ihm vertraue.

## Interpretation
Im Nachwort zur ersten Buchausgabe 1955 erklärt Zuckmayer, dass nicht die Atomspaltung, sondern die Vertrauenskrise das eigentliche Thema des Stücks sei. Es gebe einen modernen Gewissenskonflikt, der in seinen Ausmaßen höchstens mit dem während der Religionskriege vergleichbar sei. Statt der alten metaphysischen und religiösen Motive herrschten heute allerdings Doktrinen mit Totalitätsanspruch und die vorherrschende Rolle der Wissenschaft. Die beiden letzteren seien imstande das Ehr- und Rechtsgefühl durcheinanderzubringen und zu überlagern. Dies verleite zu Handlungen, deren Folgen weder vorhersehbar, noch beherrschbar sind.

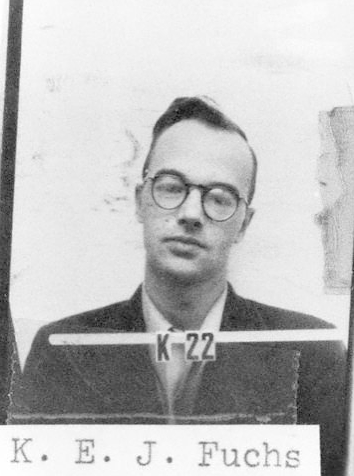
Foto auf dem Los-Alamos-Dienstausweis von Klaus Fuchs

Die Inspiration ist der Fall des Atomforschers Klaus Fuchs, aus dem Zuckmayer etliche Daten und Fakten übernahm, wie die Herkunft des Protagonisten aus einer Pastorenfamilie, linksradikale Betätigung in der Jugend und die Flucht vor den Nationalsozialisten nach Großbritannien. Dort vollendete er, wie Wolters, ein mathematisches Studium und wurde als „feindlicher Ausländer“ in ein Lager nach Kanada verbracht, wovon er wieder zurückkehrte und an der theoretischen Entwicklung der Atombombe forschte. Er erwarb die britische Staatsbürgerschaft, lieferte aber fortgesetzt Informationen an den Geheimdienst der Sowjetunion. Dies setzte er fort, als er in die USA berufen wurde, und auch noch nach seiner Rückkehr nach Großbritannien. Die zweite Figur, die auf ein reales Vorbild zurückgeht, ist der Untersuchungsbeamte Thomas Northon. Von diesem waren Zuckmayer allerdings nur die Amtshandlungen in diesem Fall bekannt und keine weiteren Daten. Die Psychologie dieser Figuren und ihre Gespräche sind komplett erfunden, wie auch die restlichen Personen des Stücks.
Thomas Northons Gespräche mit Wolters sind nicht kriminalistischer, sondern philosophischer Natur und ähneln den Gesprächen Wolters mit Buschmann. Northon und Buschmann verkörpern entgegengesetzte Auffassungen von Freiheit und Gewissen: Für Buschmann ist Freiheit ein Prinzip und Gewissen nicht eine individuelle, sondern eine kollektive Angelegenheit, Northon betont dagegen die Willensfreiheit und die Notwendigkeit einer individuellen Gewissensprüfung.
Am Titelblatt der Buchausgabe wird „Kaltes Licht“ als ein Begriff aus der Kernphysik erklärt, der eine Leuchterscheinung bezeichnet, die weder durch Erwärmung noch durch Verbrennung hervorgerufen wird. Tsebaya, eine einheimische Indianerin aus New Mexico, sagt im zweiten Akt zu Hjördis, dass die geschlechtsreifen weiblichen Mitglieder ihres Volkes bereits zu Beginn der Dämmerung aufstünden, da das Licht zu dieser Zeit noch kalt und böse sei und, wenn sie nicht achtgäben, ihre Fruchtbarkeit gefährde. Dies ist eine Anspielung auf Radioaktivität, deren „kaltes Licht“, im Gegensatz zu dem der Sonne, lebensfeindlich sei. Wolters bekennt, nachdem er sich zum Geständnis entschlossen hat: „Ich habe mein Leben lang im Strahl eines kalten Lichtes gestanden, das von außen kam, und mich mit einem inneren Frost erfüllte.“ Dieses „kalte Licht“ kann als Sinnbild für Wolters’ innere Spaltung gelten: Seine politische Überzeugung lässt ihn Informationen an die Sowjetunion liefern, zugleich fühlt er sich als Verräter an dem Land, das ihm Arbeit und Schutz gibt.
Mit der erwähnten Atomstadt Las Mesas in New Mexico ist vermutlich (La) Mesa gemeint, ein Tafelberg mit den Forschungseinrichtungen von Los Alamos.

## Inszenierungen
Das kalte Licht wurde nicht, wie die anderen bedeutenden Nachkriegsdramen Zuckmayers, von Heinz Hilpert uraufgeführt, sondern von Gustaf Gründgens.
- Die Erstaufführung war am 3. September 1955 am Hamburger Deutschen Schauspielhaus unter der Regie von Gustaf Gründgens.[10]

- Das kalte Licht, ein Hörspiel unter der Regie von Gert Westphal stammt aus dem Jahr 1955.[11]

- Das kalte Licht, ein Fernsehspiel des Südwestfunks unter der Regie von Leo Mittler, Szenenbild Hermann Soherr, 1955[12]

## Ausgaben
- Carl Zuckmayer: Das kalte Licht. Drama in drei Akten. S. Fischer Verlag, Frankfurt am Main 1955
- Carl Zuckmayer: Das kalte Licht. Theaterstücke. Frankfurt am Main, Fischer Taschenbuch-Verlag, 2003, 2. Auflage ISBN 3-596-12711-4